# Gymnasiade 2013
La quindicesima edizione delle Gymnasiadi si è svolta a Brasilia (Brasile) dal 29 novembre al 3 dicembre 2013. Alla competizione parteciparono sportivi di età compresa tra i 14-17 anni ('96, '97, '98, '99).

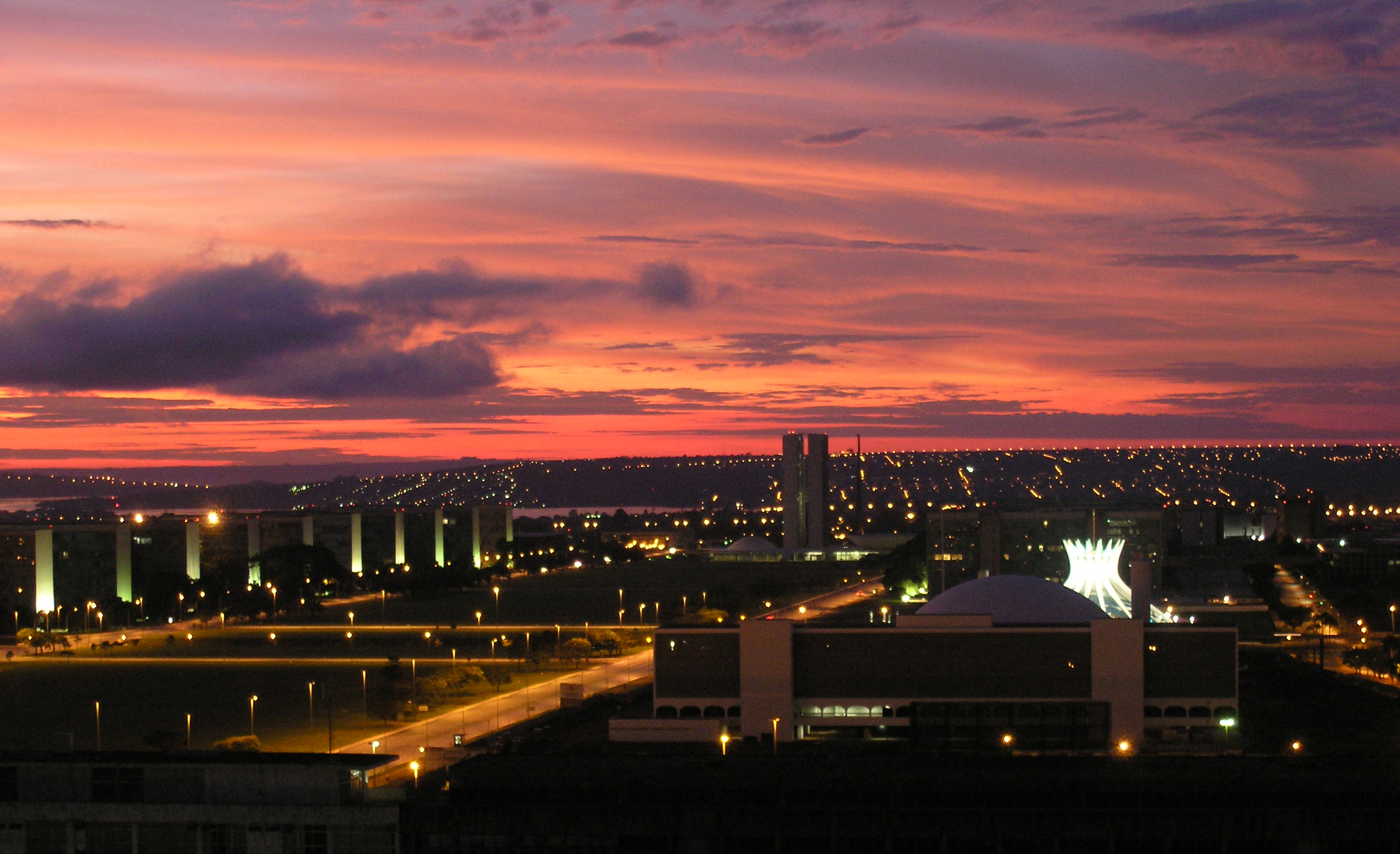
La città di Brasilia al tramonto.

## Sport

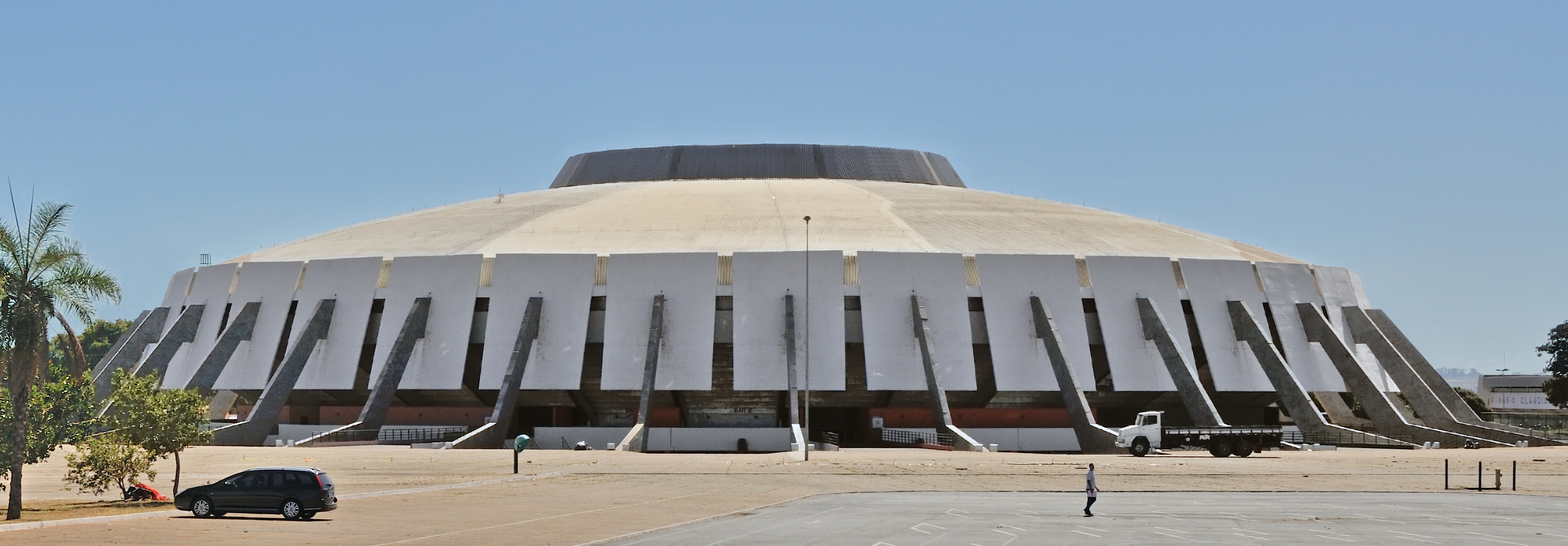
Nilson Nelson Gymnasium (Brasilia).

| Discipline           |
| -------------------- |
| Atletica leggera     |
| Ginnastica aerobica  |
| Ginnastica artistica |
| Ginnastica ritmica   |
| Judo                 |
| Karate               |
| Nuoto                |
| Scacchi              |

## Calendario

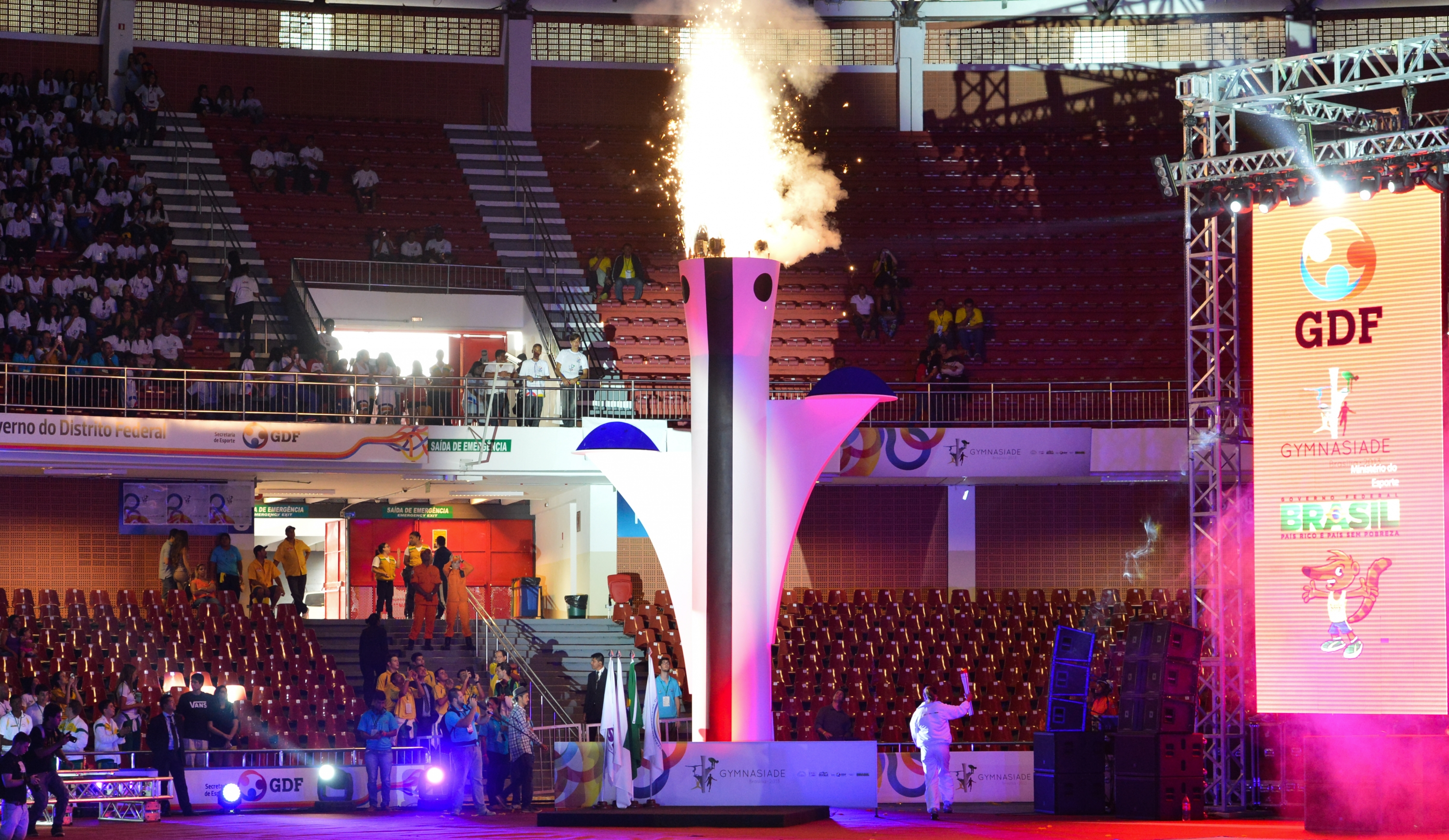
Manifestazione di apertura del 28 novembre 2013.

Le gare si sono tenute dal 29 novembre al 3 dicembre 2013. La cerimonia di apertura si è svolta presso il Nilson Nelson Gymnasium di Brasilia. 
| ● | Cerimonia d'apertura |  | Competizioni |  | Finali | ● | Cerimonia di chiusura |

| Novembre/Dicembre     | Novembre/Dicembre     | Mar | Mer | Gio | Ven | Sab | Dom | Lun | Mar | Mer | Totale |
| Novembre/Dicembre     | Novembre/Dicembre     | 26  | 27  | 28  | 29  | 30  | 1   | 2   | 3   | 4   | Totale |
| --------------------- | --------------------- | --- | --- | --- | --- | --- | --- | --- | --- | --- | ------ |
| Cerimonia d'apertura  | Cerimonia d'apertura  |     |     | ●   |     |     |     |     |     |     |        |
| Atletica leggera      | Atletica leggera      |     |     |     | 18  | 33  |     | 21  | 36  |     | 108    |
| Ginnastica            | Ginnastica            |     |     |     |     |     |     |     |     |     | -      |
| Judo                  | Judo                  |     |     |     |     |     |     |     |     |     | -      |
| Karate                | Karate                |     |     |     |     |     |     |     |     |     | -      |
| Nuoto                 | Nuoto                 |     |     |     |     |     |     |     |     |     | -      |
| Scacchi               | Scacchi               |     |     |     |     |     |     |     |     |     | -      |
| Cerimonia di chiusura | Cerimonia di chiusura |     |     |     |     |     |     |     | ●   |     |        |
| Medaglie              | Medaglie              | 0   | 0   |     |     |     |     |     |     |     |        |
| Novembre/Dicembre     | Novembre/Dicembre     | Mar | Mer | Gio | Ven | Sab | Dom | Lun | Mar | Mer | Totale |
| Novembre/Dicembre     | Novembre/Dicembre     | 26  | 27  | 28  | 29  | 30  | 1   | 2   | 3   | 4   | Totale |

### Sedi di gara
| - Centro de Capacitação e Aperfeiçoamento Físico do Corpo de Bombeiros Militar do Distrito Federal – CECAF - Atletica leggera, Judo, Karate - Centro de Convenções Ulysses Guimarães - Ginnastica aerobica, Ginnastica ritmica, Scacchi - Ginásio Nilson Nelson - Ginnastica artistica - Complexo Aquático Cláudio Coutinho - Nuoto |

## Paesi partecipanti
| Africa |
| --- |
| |
| America |
| - Argentina - Brasile - Cile - Rep. Dominicana - Messico - Porto Rico - Suriname |
| Asia |
| - Armenia - Cina - India - Qatar - Taipei cinese Taipei Cinese |
| Europa |
| - Bielorussia - Belgio (Comunità germanofona) - Belgio (Comunità fiamminga) - Belgio (Comunità francofona) - Bulgaria - Cipro - Danimarca - Estonia - Finlandia - Francia - Grecia - Israele - Italia - Lussemburgo - Portogallo - Inghilterra - Russia - Spagna - Turchia - Ucraina - Ungheria |
| Oceania |
| |

## Medagliere
Nazione ospitante 
| Pos.   | Paese         | Oro | Argento | Bronzo | Totale |
| ------ | ------------- | --- | ------- | ------ | ------ |
| 1      | Russia        | 37  | 16      | 9      | 62     |
| 2      | Italia        | 20  | 19      | 16     | 55     |
| 3      | Brasile       | 19  | 28      | 22     | 69     |
| 4      | Ungheria      | 12  | 7       | 3      | 22     |
| 5      | Inghilterra   | 11  | 15      | 20     | 46     |
| 6      | Francia       | 9   | 6       | 4      | 19     |
| 7      | Taipei cinese | 4   | 5       | 9      | 18     |
| 8      | Cipro         | 3   | 2       | 1      | 6      |
| 9      | Cina          | 2   | 8       | 1      | 11     |
| 10     | Finlandia     | 2   | 3       | 5      | 10     |
| 11     | Turchia       | 1   | 5       | 5      | 11     |
| 12     | Grecia        | 1   | 2       | 3      | 6      |
| 13     | Bielorussia   | 1   | 2       | 1      | 4      |
| 14     | Armenia       | 1   | 0       | 3      | 4      |
| 15     | Spagna        | 1   | 0       | 2      | 3      |
| 16     | Qatar         | 1   | 0       | 1      | 2      |
| 17     | Messico       | 0   | 2       | 6      | 8      |
| 18     | India         | 0   | 2       | 3      | 5      |
| 19     | Lussemburgo   | 0   | 1       | 1      | 2      |
| 20     | Cile          | 0   | 1       | 0      | 1      |
| 21     | Argentina     | 0   | 0       | 7      | 7      |
| 22     | Suriname      | 0   | 0       | 6      | 6      |
| 23     | Portogallo    | 0   | 0       | 2      | 2      |
| 24     | Estonia       | 0   | 0       | 1      | 1      |
| Totale | Totale        | 125 | 124     | 131    | 379    |